# Григоровичи (дворянство)
Григоровичи (пол. Gregorowicz, Grygorowicz) — дворянские роды.
Кроме трёх старинных утверждённых дворянских родов Григоровичей польского происхождения (гербов Гриф, Лис и Любич), записанных по Виленской, Волынской и Минской губерниям, существует целый ряд русских дворянских родов Григоровичей, но все они позднейшего происхождения.
Единственный более древний род, происходящий от сотника Семёна (конец XVII в.) и записанный в VI часть родословной книги Черниговской губернии, не был утверждён Герольдией, за недостаточностью представленных доказательств.
Из рода Григоровичей-Барских, записанного в разное время во II, IV и VI части родословной книги Киевской губернии, происходил известный путешественник Василий Григорович-Барский (Василий Киевский), зодчий Иван Григорович-Барский, депутат Государственной Думы Константин Петрович Григорович-Барский, адвокат Дмитрий Николаевич Григорович-Барский. Согласно "Выписи с Книг Градских Воеводства Киевского 1784 года декабря 23 дня", выданной Ивану Григоровичу-Барскому, род принадлежит к потомству воина Григоровича герба "Любич". В 1913 г. К.П.Григоровичу-Барскому с семьей было подтверждено дворянство и разработан новый герб с девизом "Труд - моя сила".

## Описание герба
Герб Ивана Григоровича внесён в Часть 9 Общего гербовника дворянских родов Всероссийской империи, стр. 155.
Щит полурассечён-пересечён. В первой, золотой части, чёрный ключ. Во второй, червлёной части, три серебряных о шести лучах звезды. В третьей части, являющейся гербом "Любич", на лазоревом фоне серебряная подкова, сопровождаемая вверху и внизу двумя о широких концах крестами.
Щит увенчан дворянскими шлемом и короною. Нашлемник: три серебряных страусовых пера. Намёт: справа — чёрный, с золотом, слева червлёный, с серебром. Герб Николая Григоровича внесён в Часть 11 Общего гербовника дворянских родов Всероссийской империи, стр. 120.